# السفارة السعودية في نيجيريا
سفارة المملكة العربية السعودية في جمهورية نيجيريا الفيدرالية، هي بعثة دبلوماسية سعودية تقع في العاصمة النيجيرية أبوجا ويترأس البعثة سفير خادم الحرمين الشريفين فيصل بن إبراهيم الغامدي.

## وصلات خارجية
- موقع سفارة المملكة العربية السعودية السعودية في نيجيريا
- وزارة الخارجية السعودية (بالعربية)
- Ministry of Foreign Affairs of Kingdom of Saudi Arabia (بالإنجليزية)